# Alderford
Alderford is een civil parish in het Engelse graafschap Norfolk met 43 inwoners. Alderford heeft een vermelding in het Domesday Book van 1086. Indertijd telde men er onder meer vier huishoudens en dertig schapen. Het had een schamele belastingopbrengst van 0,3 geldum.
De plaats heeft vijf vermeldingen op de Britse monumentenlijst. Daaronder bevindt zich de aan Johannes de Doper gewijde dorpskerk, waarvan de oudste delen uit de veertiende eeuw stammen.